# Фрідеріка Прусська
Принцеса Фрідеріка Шарлотта Ульріка Катаріна Прусська (нім. Friederike Charlotte Ulrike Katharina Prinzessin von Preußen; 7 травня 1767, Потсдам, Королівство Пруссія — 6 серпня 1820, Вейбридж, Англія) — принцеса Ганноверська, герцогиня Брауншвейг-Люнебурзька, а також у шлюбі принцеса Великобританії та Ірландії і герцогиня Йоркська та Олбані.

## Біографія
Фрідеріка народилася у шлюбі спадкоємця прусського престолу, згодом короля Фрідріха Вільгельма II з його першою дружиною Єлизаветою Ульрікою, принцесою Брауншвейг-Вольфенбюттельською. Цей шлюб був розірваний 1769 року. Після розлучення батьків і заслання матері в Штеттін Фрідеріка перебувала під опікою бабусі по батькові Луїзи Амалії Брауншвейг-Вольфенбюттельської і мачухи Фрідеріки Луїзи Гессен-Дармштадтської, другої дружини батька. 
29 вересня 1791 року в Берліні відбулося одруження 24-річної Фрідеріки з британським принцом Фредеріком Августом. Друга весільна церемонія відбулася 23 листопада 1791 року в Букінгемському палаці. Фрідеріка вирушила за чоловіком у Вейбридж. Незабаром Фредерік залишив Фредеріку заради коханки Мері Енн Кларк. 
Бездітна Фрідеріка займалася благодійністю, прожила у Вейбриджі майже 30 років, де й померла у 53-річному віці.